# اتفاقية حماية الأمومة 2000
تعد اتفاقية حماية الأمومة واحدة من ضمن اتفاقيات منظمة العمل الدولية . ولقد تم تأسيسها عام 2000 مع وجود مقدمة واضحة ألا وهي:
«نحن بحاجة الي مراجعة اتفاقية حماية الأمومة عام 1952 ، وتوصية حماية الأمومة عام 1952 ؛ لكي يتم تعزيز المساواة لكافة النساء في القوي العاملة وضمان صحة وسلامة الأم والطفل، ولكي يتم الاعتراف بالتطور الاقتصادي والاجتماعي لجميع الأعضاء، هذا وبالاضافه إالي التنوع في المؤسسات وتطوير سبل حماية الأمومة في القانون والممارسسه الوطنية، هذا ويشير إلي بنود الاعلان العالمي لحقوق الإنسان عام 1948 ، ,إتفاقية الأمم المتحدة لمحو كافة أشكال التمييز ضد المرأة 1979 ، وإتفاقية الأمم المتحدة لحقوق الطفل 1989 ، وإعلان بيجين ومنهاج العمل 1995 ، وإعلان منظمة العمل الدولية بخصوص المساواة في الفرص والمعاملة بين العاملات النساء 1975 ، وأيضا إعلان منظمة العمل الدوليه بشأن المبادئ والحقوق الأساسية في العمل ومتابعته أول بأول عام 1998 ، هذا وبالإضافة الي إتفاقيات وتوصيات العمل الدولية التي تسعي إالي تأكيد المساواة في الفرص والمعاملة للعاملين من الرجال والنساء، ولاسيما الاتفاقية المتعلقة بالعاملين والمسؤولون عن عائلاتهم . مع الأخذ بعين الاعتبار مراعاة ظروف النساء العاملات ولاسيما الحاجة إلي توفير سبل الحماية للحمل، والتي تعد مسئوليه مشتركة بين الحومة والمجتمع . هذا ولقد تم التفاق علي اعتماد المقترحات المتعلقه باتفاقية حماية الأمومة 1952 ، والتوصية 1952 ، والذي يعد العنصر الرابع في جدول الدورة، وبعد أن تم الإتفاق علي أن هذه المقترحات يجب أن تتخذ شكل اتفاقية دوليه،» تعتمد هذا اليوم الخامس عشر من شهر يونيو لعام 2000 من الاتفاقية، والتي يمكن تسميتها بإتفاقية حماية الأمومة.

## التاريخ
تم مراجعة هذه الاتفاقية من قبل منظمة العمل الدولية عام 1952 , و الت ى بدورها كانت عبارة عن مراجعة و تعديل لاتفاقية منظمة العمل الدولية الاصلية عام 1919 (C23). و كان الهدف من هذه المراجعة هو الحصول على مزريد من الموافقات ( التصديقات) من خلال المطالبة بتخفيف شروط اتفاقية 1952.

## المحتوى
تتناول الاتفاقية الموضوعات الاتية :
- حماية الصحة .
- عطلة (اجازة)  الامومة ( أكثر من 14 أسبوعا) .
- العطلة في حالة المرض أو حدوث المضاعفات.
- المساعدات.
- حماية العاملات و عدم التمييز.
- الأمهات المرضعات.

## الموافقات ( التصديقات على الاتفاقية )
اعتبارا من مايو 2016 , قامت الدول الـ32 التالى ذكرهم بالموافقة على الاتفاقية:
| البلد                      | التاريخ        | فترة اجازة الوضع                                                          | ملاحظات                                 |
| -------------------------- | -------------- | ------------------------------------------------------------------------- | --------------------------------------- |
| البانيا                    | 24 يوليو 2004  | 365 يوم                                                                   |                                         |
| النمسا                     | 3 ابريل 2004   | 16 اسبوع                                                                  |                                         |
| اذربيجان                   | 29 أكتوبر 2010 | 126 يوم ( قد تطول في بعض الحالات)                                         |                                         |
| بيلاروسيا                  | 10 فبراير 2004 | 126 يوم                                                                   |                                         |
| مدينة بيلز                 | 10 يناير 2012  | 14 اسبوع                                                                  |                                         |
| مدينة بنين                 | 30 ابريل 2004  | 14 اسبوع                                                                  |                                         |
| البوسنة و الهرسك           | 18 يناير 2010  | عام واحد و 18 شهر للولادت المتتالية او حالات التوائم                      |                                         |
| بلغاريا                    | 6 ديسمبر 2001  | 135 يوم                                                                   |                                         |
| بوركينافاسو                | 4 مارس 2013    | 14 اسبوع                                                                  |                                         |
| كوبا                       | 11 يونيو 2004  | 18 اسبوع                                                                  |                                         |
| قبرص                       | 12 يناير 2005  | 16 اسبوع                                                                  |                                         |
| جمهورية الدومينكان         | 9 فبراير 2016  | 14 اسبوع                                                                  |                                         |
| المجر                      | 4 نوفمبر 2003  | 24 اسبوع                                                                  |                                         |
| ايطاليا                    | 7 فبراير 2001  | 5 شهور                                                                    |                                         |
| كازاخستان                  | 13 يونيو 2013  | 18 اسبوع ( 20 اسبوع في حالات ولادة التوائم)                               |                                         |
| لاتفيا                     | 9 فبراير 2009  | 16 اسبوع                                                                  |                                         |
| ليتوانيا                   | 23 سبتمبر 2003 | 126 يوم                                                                   |                                         |
| لوكسمبورغ                  | 8 ابريل 2008   | 16 اسبوع                                                                  |                                         |
| جمهرية مقدونيا             | 3 أكتوبر 2012  | 9 شهور، 12 شهر في حالة التوائم                                            |                                         |
| مالى                       | 5 يونيو 2008   | 14 اسبوع                                                                  |                                         |
| جمهورية مولدوفا            | 28 اغسطس 2006  | 16 يوم                                                                    |                                         |
| الجبل الأسود أو مونتينيغرو | 19 أبريل 2012  | 365 يوم                                                                   |                                         |
| المغرب                     | 13 أبريل 2011  | 14 أسبوع                                                                  |                                         |
| هولندا                     | 15 يناير 2009  | تطبق على الاراضى الاوربية للمملكة فقط                                     | ينطبق على الأراضي الأوروبية للمملكة فقط |
| النرويج                    | 9 نوفمبر 2015  | 12 أسبوع قبل الولادة، و 6 أسابيع بعد الولادة                              |                                         |
| مدينة بيرو                 | 9 مايو 2016    | 14 أسبوع ) مقسمة بالتساوى بين فترة ما قبل الولادة و فترة ما بعد الولادة ( |                                         |
| البرتغال                   | 8 نوفمبر 2012  | 120 أو 150 يوم متتالى                                                     |                                         |
| رومانيا                    | 23 أكتوبر 2002 | 126 يوم                                                                   |                                         |
| ساوتومى و برينسيبى         | 12 يونيو 2017  | 14 أسبوع                                                                  |                                         |
| السنغال                    | 18 أبريل 2017  | 14 اسبوع                                                                  |                                         |
| صربيا                      | 31 أغسطس 2010  | 16 أسبوع                                                                  |                                         |
| سلوفاكيا                   | 12 ديسمبر 2000 | 28 أسبوع                                                                  |                                         |
| سلوفينيا                   | 1 مارس 2010    | 105 يوم                                                                   |                                         |
| سويسرا                     | 4 يونيو 2014   | 14 أسبوع                                                                  |                                         |